# Torila
Torila és un llogaret del municipi de Peipsiääre, en el comtat de Tartu, Estònia, amb una població censada a final de l'any 2020 de 52 habitants.
Està situat al nord-est del comtat, prop del riu Emajõgi, de la riba occidental del llac Peipus i de la frontera amb Rússia i el comtat de Jõgeva.
En aquest poble hi va néixer el compositor Eduard Tubin.